# Артур Бірам
Артур Іцхак Бірам (івр ארתור בירם; с 1878—1967) — німецько-ізраїльський філософ, філолог і педагог. Лавреат Державної премії Ізраїлю.

## Біографія
Бірам народився 1878 року у місті Бішофсверда в Саксонії. Здобув середню освіту у Гіршберзі (Сілезія).
Він вивчав арабську мову в Берлінському та Лейпцизькому університетах і здобув ступінь доктора філософії в Лейпцизькому університеті в 1902 році. У 1904 році він закінчив рабинську курси в Вищій школі юдаїстики в Берліні. Згодом він викладав мови та літературу в Гімназії Грауен Клостер .
Бірам був одним із засновників клубу Бар-Кохба та членом німецької ліберальної релігійної течії «Езра», яка визнавала важливість середньої шкільної освіти. У 1913 році емігрував до Османської Палестини.
Він одружився з Ганною Томешевською, у них народилося двоє синів. Обидва сини загинули: Аарон загинув у результаті нещасного випадку під час служби в резерві, а Біньямін був інженером на Заводах Мертвого моря, загинув від розриву міни.

## Педагогічна кар'єра
Бірам заснував школу Hebrew Reali у Хайфі в 1913 році та був призначений її першим директором, але через кілька місяців почалася Перша світова війна, і Бірам був призваний до німецької армії, службу проходив в Афулі. У 1919 році повернувся до школи.
Як частину філософії освіти Бірама, у 1937 році він запровадив обов'язкове навчання для дівчат у єврейській школі Реалі в Хайфі, заклавши основу для набору жінок до Хагани, а пізніше до Армії оборони Ізраїлю.
У 1948 році він пішов у відставку з посади директора, а на своє 75-річчя написав збірку нарисів про Біблію. Загалом він написав близько 50 публікацій івритом, німецькою, англійською та арабською мовами. Бірам помер у Хайфі в 1967 році.

## Нагороди та визнання
У 1954 році він був удостоєний премії Ізраїлю у галузі освіти.